# Kleine Gete
El Kleine Gete (neerlandès), Petite Gette (francès) o Djåçlete (való) és un riu de Bèlgica de la conca de l'Escalda. En confluir amb el Grote Gete a Budingen forma el Gete, un afluent del Dèmer.
Neix a Ramillies al Brabant Való. Banya els pobles d'Orp-le-Grand (un nucli d'Orp-Jauche), Pellaines, Opheylissem, Neerheylissem, Ezemaal, Eliksem, Wange, Overhespen, Orsmaal, Helen-Bos i Zoutleeuw. A la vora del riu al poble de Wange s'han trobat tres assentaments de la cultura de la ceràmica de bandes.
La vall del riu es va formar a la fi del terciari quan el mar es va retirar d'aquesta zona que fins aleshores era costenca. Es va formar una plana i un sistema fluvial, sobretot durant les èpoques glacials. De 2011 a 2013 al tram való del riu es van executar obres majors per sanejar les aigües –fins aleshores molt pol·luïdes per residus de plàstica i altres residus flotants així com problemes d'eutrofització.